# 第64回ヴェネツィア国際映画祭
第64回ヴェネツィア国際映画祭は、2007年8月29日から9月8日までイタリア・ヴェネツィアで開催された。
金獅子賞を受賞したのはアン・リーの『ラスト、コーション』で、3年連続で中国の監督が受賞したことになる。
オープニング作品はジョー・ライトの『つぐない』。
日本からはコンペティション部門に三池崇史の『スキヤキ・ウエスタン ジャンゴ』、特別招待作品として北野武の『監督・ばんざい!』、オリゾンティ部門では青山真治の『サッド ヴァケイション』が上映された。

## 上映作品

### コンペティション部門
アルファベット順。邦題がついていない場合は原題の下に英題。
| 題名 原題                                                                             | 監督                            | 製作国                              |
| ------------------------------------------------------------------------------------- | ------------------------------- | ----------------------------------- |
| 12人の怒れる男 12                                                                     | ニキータ・ミハルコフ            | ロシア                              |
| つぐない Atonement                                                                    | ジョー・ライト                  | イギリス                            |
| 幇幇我愛神 (Help Me Eros)                                                             | リー・カンション                | 台湾                                |
| シルビアのいる街で En la ciudad de Sylvia                                             | ホセ・ルイス・ゲリン            | スペイン フランス                   |
| Heya fawda (Chaos)                                                                    | ユーセフ・シャヒーン            | エジプト                            |
| アイム・ノット・ゼア I'm Not There.                                                   | トッド・ヘインズ                | アメリカ合衆国                      |
| Il dolce e l’amaro (The Sweet and the Bitter)                                         | アンドレア・ポルポラティ        | イタリア                            |
| 告発のとき In the Valley of Elah                                                      | ポール・ハギス                  | アメリカ合衆国                      |
| この自由な世界で It's a Free World...                                                 | ケン・ローチ                    | イギリス イタリア ドイツ スペイン   |
| L'ora di punta （The Trial Begins ）                                                  | ヴィンチェンツォ・マーラ        | イタリア                            |
| クスクス粒の秘密 La Graine et le mulet                                                | アブデラティフ・ケシシュ        | フランス                            |
| 我が至上の愛〜アストレとセラドン〜 Les amours d'Astrée et de Céladon                  | エリック・ロメール              | フランス                            |
| フィクサー Michael Clayton                                                            | トニー・ギルロイ                | アメリカ合衆国                      |
| Nessuna qualità agli eroi (Fallen Heroes)                                             | パオロ・フランキ                | イタリア フランス スイス            |
| レンブラントの夜警 Nightwatching                                                      | ピーター・グリーナウェイ        | イギリス ポーランド カナダ オランダ |
| リダクテッド 真実の価値 Redacted                                                      | ブライアン・デ・パルマ          | アメリカ合衆国                      |
| ラスト、コーション 色，戒                                                             | アン・リー                      | アメリカ合衆国 中国 香港            |
| スルース Sleuth                                                                       | ケネス・ブラナー                | アメリカ合衆国                      |
| スキヤキ・ウエスタン・ジャンゴ                                                        | 三池崇史                        | 日本                                |
| MAD探偵 7人の容疑者 神探 Mad Detective                                                | ジョニー・トー ワイ・カーファイ | 香港                                |
| 陽もまた昇る 太陽照常升起                                                             | チアン・ウェン                  | 中国 香港                           |
| ジェシー・ジェームズの暗殺 The Assassination of Jesse James by the Coward Robert Ford | アンドリュー・ドミニク          | アメリカ合衆国                      |
| ダージリン急行 The Darjeeling Limited                                                 | ウェス・アンダーソン            | アメリカ合衆国                      |

### 特別招待作品
Venezia Maestri
- 『ウディ・アレンの夢と犯罪』：ウディ・アレン（アメリカ・イギリス）
- 『Cleópatra』：ジュリオ・ブレサネ（ブラジル）
- 『引き裂かれた女』：クロード・シャブロル（フランス）
- 『撤退』：アモス・ギタイ（ドイツ・イタリア・イスラエル・フランス）
- 『千年鶴』：イム・グォンテク（韓国）
- 『監督・ばんざい!』：北野武（日本）
- 『コロンブス 永遠の海』：マノエル・デ・オリヴェイラ（ポルトガル・フランス）

Midnight out of competition
- 『荒野の用心棒』 (1964) （セルジオ・レオーネ）イタリア・スペイン・ドイツ - Restored Version
- 『ブラッド・ブラザーズ－天堂口－』：陳奕利（中国・台湾･香港）
- 『REC/レック』：ジャウマ・バラゲロ（スペイン）
- 『Far North』：アジフ・カパディア（イギリス・フランス）
- 『ブレードランナー ファイナル・カット』：リドリー・スコット（アメリカ）
- 『ハンティング・パーティ』 リチャード・シェパード（アメリカ・クロアチア・ボスニア＝ヘルツェゴビナ）
- 『私がクマにキレた理由』：シャリ・スプリンガー・バーマン、ロバート・プルチーニ（アメリカ）
- 『Nocturna』：アドリア・ガルシア、ヴィクトル・マルドナド（スペイン・フランス）アニメ

### オリゾンティ（ホライゾン）部門
- 『サッド ヴァケイション』：青山真治（日本）
- 『Cochochi』：ラウラ・アメリカ・ガスマン、イスラエル・カルデナス（メキシコ・イギリス・カナダ）
- 『Die Stille vor Bach (The Silence Before Bach)』：ペレ・ポルタベラ（スペイン）
- 『Exodus』：ペニー・ウールコック（イギリス）
- 『黒い土の少女』：チョン・スーイル（韓国）
- 『官能の迷宮』：ダミアン・オドゥール（フランス）
- 『Mal nascida』：ジョアン・カニージョ（ポルトガル）
- 『Médée Miracle』：トニーノ・デ・ベルナルディ（イタリア・フランス）
- 『サーチャーズ2.0』：アレックス・コックス（アメリカ）
- 『Sügisball (Autumn Ball)』：Veiko Õunpuu（エストニア）
- 『Xiaoshuo (The Obscure)』：呂楽（中国）

### オリゾンティ・ドキュメンタリー部門
- 『Anabazys』：ジョエウ・ピッジーニ、パロマ・ローシャ（ブラジル）
- 『Andarilho』：カオ・ギマラエス（ブラジル）
- 『Il passaggio della linea』：ピエトロ・マルチェロ（イタリア）
- 『Jimmy Carter Man from Plains』：ジョナサン・デミ（アメリカ）
- 『Kagadanan sa banwaan ning mga engkanto (Death in the Land of Encantos)』：Lav Diaz（フィリピン）
- 『L’Aimée』：アルノー・デプレシャン（フランス）
- 『ルー・リード/ベルリン LOU REED'S BERLIN』：ジュリアン・シュナーベル（アメリカ）
- 『Madri』：バーバラ・クピスティ（イタリア）
- 『San (Umbrella)』：杜海濱（中国）
- 『Staub (Dust)』：ハルトムート・ビトムスキー（ドイツ）
- 『Wuyong (Useless)』：賈樟柯（中国）

Evento Orizzonti
- Dall’altra parte della luna （Dario Baldi・Davide Marengo）イタリア
- 『マリア・カラスの真実』 （フィリップ・コーリー）フランス・ギリシャ
- Carlo Goldoni Venezian （Leonardo Autera・Alberto Caldana）イタリア
- Empire II （エイモス・ポー）アメリカ

## 受賞結果
- 金獅子賞：『ラスト、コーション』（アン・リー）
- 銀獅子賞：ブライアン・デ・パルマ（『リダクテッド 真実の価値』）
- 審査員特別賞：『クスクス粒の秘密』（アブデラティフ・ケシシュ）、『アイム・ノット・ゼア』（トッド・ヘインズ）
- ヴォルピ杯
  - 男優賞：ブラッド・ピット（『ジェシー・ジェームズの暗殺』）
  - 女優賞：ケイト・ブランシェット（『アイム・ノット・ゼア』）
- マルチェロ・マストロヤンニ賞（新人俳優賞）：アフシア・エルジ（フランス語版）（『クスクス粒の秘密』）
- 金オゼッラ賞
  - 脚本賞：ポール・ラヴァーティ（『この自由な世界で』）
  - 撮影賞：ロドリゴ・プリエト（『ラスト、コーション』）
- 生涯功労賞：ニキータ・ミハルコフ

## 審査員

### コンペティション部門
- チャン・イーモウ（監督/中国）、審査委員長
- カトリーヌ・ブレイヤ（フランス/監督）
- ジェーン・カンピオン（ニュージーランド/監督）
- エマヌエーレ・クリアレーゼ（イタリア/監督）
- アレハンドロ・ゴンサレス・イニャリトゥ（メキシコ/監督）
- フェルザン・オズペテク（トルコ/監督）
- ポール・ヴァーホーヴェン（オランダ/監督）

### オリゾンティ部門
- グレッグ・アラキ（アメリカ/監督）審査委員長
- フレデリック・ワイズマン（アメリカ/監督）
- Hala Alabdalla Yakoub（シリア/監督）
- ジョルジア・フィオリオ（イタリア/写真家）
- Ulrich Gregor（ドイツ/批評家）

## エピソード
- 会場の屋外に掲げられている各国の旗のうち、台湾の国旗が、中国大使館の抗議で外されたことが分かった。中国は、「台湾の旗を外さなければ、審査員長を務める中国のチャン・イーモウ監督を引き揚げさせ、中国作品の出品を取り消す」と通告。映画祭は、この要請に従った。映画祭当局は「国際連合もイタリアも、国としての台湾を認めていない」ことを理由に挙げたといわれている。